# Eubazus salicicola
Eubazus salicicola är en stekelart som först beskrevs av Muesebeck 1957.  Eubazus salicicola ingår i släktet Eubazus och familjen bracksteklar. Inga underarter finns listade i Catalogue of Life.